# Северо-Рогожниковское месторождение
Северо-Рогожниковское месторождение — нефтяное месторождение в Ханты-Мансийском автономном округе. Включает в себя часть месторождения им. Шпильмана.

## Геологические запасы
По данным государственного баланса запасов полезных ископаемых РФ, по состоянию на 1 января 2011 г:
- 145,87 млн т нефти по категории С1
- 250,345 млн т — по категории С2
- 32,107 млн т — по категории С3

## Извлекаемые запасы
- 32,947 млн т нефти по категории С1
- 57,432 млн т — категории С2
- 7,196 млн т — по категории C3

Участок находится в необустроенном районе. В 5 км от границы участка расположена автодорога с твердым покрытием Рогожниковский — Северо-Селияровский — Лянтор; в 50 км — железнодорожная линия Приобье — Советский — Ивдель.
Северо-Рогожниковское месторождение является последним из 3-х крупных участков углеводородов, которые правительство РФ решило выставить на аукционы в декабре 2012 г.
Аукционная комиссии на предоставление права пользования участком недр федерального значения, включающим часть месторождения имени Шпильмана (Северо-Рогожниковское), который расположен на территории ХМАО — Югры, признала победителем Сургутнефтегаз, который заявил в процессе аукциона на 23-м шаге готовность уплатить разовый платёж за пользование недрами в сумме 46,2 млрд рублей.